# Once Upon a Time in the West (album)
Pour les articles homonymes, voir Once Upon a Time in the West (homonymie).
Ne doit pas être confondu avec la bande originale du film Il était une fois dans l'Ouest.
Albums de Hard-Fi
Stars of CCTV
(2005) Killer Sounds
(2011)
Singles
1. Suburban Knights
Sortie : 6 août 2007
2. Can't Get Along (Without You)
Sortie : 4 novembre 2007
3. I Shall Overcome
Sortie : 29 février 2008

Once Upon a Time in the West est le deuxième album studio du groupe britannique de rock alternatif Hard-Fi publié le 30 août 2007 par Necessary Records, sous licence Atlantic Records. Enregistré dans des conditions similaires au premier album, le second opus est moins apprécié par la critique qui ne le trouve généralement pas au niveau du précédent, bien que des chansons soient reconnues comme excellentes. Décrit comme inspiré par les Clash, il sera malgré tout numéro 1 des ventes britanniques une semaine après sa sortie et atteindra le top 3 en Irlande et au Pérou. Mais globalement, les ventes ne suivront pas le même chemin que Stars of CCTV puisque le second opus n'obtient qu'un disque d'argent outre-Manche.

## Historique

### Contexte
Le premier album, Stars of CCTV, s'est vendu à plus d'un million d'exemplaires et s'est classé numéro 1 des ventes britanniques. Décrit par NME comme « l'album de l'année » 2005, double disque de platine outre-Manche et nommé pour le Mercury Music Prize la même année, Hard-Fi est devenu en très peu de temps l'un des groupes les plus populaires du Royaume-Uni et est par conséquent nommé dans les catégories « Meilleur groupe britannique » et « Meilleur groupe de rock britannique » aux Brit Awards en 2006. Avec ce nouveau statut, le groupe entame sa première grande tournée dont les places s'arrachent en quinze minutes. Ainsi, ils jouent à la Brixton Academy de Londres cinq nuits de suite, les plaçant de fait à égalité avec des artistes tels que The Clash, Bob Dylan et The Prodigy.

### Enregistrement et production

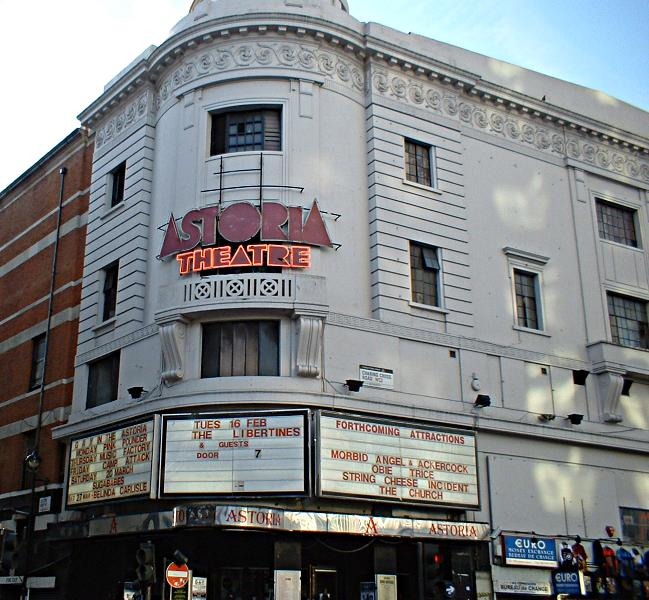
Le London Astoria, lieu d'enregistrement du DVD In Operation sorti en 2006.

Juste après leur tournée, le 8 mai 2006, ils publient In Operation, la vidéo du concert qu'ils ont donné au London Astoria le 19 décembre 2005. Avec plusieurs démos en poche, ils décident qu'il est temps pour eux de retourner en studio. Malgré une proposition des studios Abbey Road, le groupe préfère trouver un endroit qui leur convient et c'est donc ainsi qu'ils retournent au Cherry Lips, le bureau de taxi désaffecté qui leur a servi de studio d'enregistrement pour leur premier album. Ils décident quand même de l'agrandir afin d'avoir plus de place. Parmi les différentes démos qu'ils ont déjà composées, le groupe et notamment Richard Archer décident de se concentrer uniquement sur dix d'entre elles puisqu'ils considèrent que ce sont les chansons qui iraient le mieux sur leur prochain album. Le chanteur-compositeur souhaite passer au moins une année sur le travail de celui-ci en retravaillant les morceaux et en essayant de les améliorer. Dans cet objectif, Hard-Fi joue de nouveaux titres en concert afin de voir comment ils sont perçus par le public.
À travers une série de vidéos diffusées sur YouTube, MySpace et iTunes, le groupe partage l'enregistrement de son second opus. Dans une interview à Digital Spy, Richard Archer dénonce le comportement de leur label, qui a été « sur leur dos dès le début de l'enregistrement ». Il ajoute qu'« à chaque morceau qu'ils enregistraient, le label le voulait pour la veille car ils ne voulaient prendre aucun risque sur le contenu » et comme « le groupe travaillait et expérimentait dans leurs nouvelles installations sans que le label n'y ait aucun contrôle, ils ont commencé à avoir peur et à parler de changement de studio et de producteur ». Le chanteur « leur a alors demandé d'aller voir ailleurs s'ils y étaient ».

## Parution et réception
Après un passage à la BBC Radio 1 le 28 juin 2007 pour y présenter leur premier single, Suburban Knights, celui-ci est publié le 20 août. Once Upon a Time in the West est quant à lui lancé par le groupe le 3 septembre au Virgin Megastore de Oxford Street à Londres. Un concert qui reprend quelques chansons de l'album et une séance de dédicace complètent la promotion dans le magasin. Le lendemain, Hard-Fi joue aux studios Maida Vale de la Radio 1 devant un petit groupe de personnes qui a gagné ses places par la radio,.

### Accueil critique
Once Upon a Time in the West reçoit des critiques favorables à sa sortie puisqu'il obtient un score de 70 % sur Metacritic basé sur seize avis. Pour Stephen Thomas Erlewine, d'AllMusic, c'est très « inspiré des Clash, [...] mais que cela sonne finalement comme du bruit et de la furie mal dirigés ». Pour le journaliste du Daily Record, il est finalement très proche de leur bon premier album. Gareth Dobson, pour Drowned in Sound, juge le travail « assez médiocre mais espère que le groupe se rattrapera sur le troisième album ». Alexis Petridis, du Guardian, estime pour sa part « que ce n'est pas un mauvais album, qu'il est juste décevant »  et considère que Hard-Fi « a fait ce qu'ils ont voulu faire sans se soucier de ce que les autres pouvaient penser ». Paul Nolan de Hot Press voit « un album plus sombre » mais qui conserve « l'imagination et l'engagement du premier ».
Pour NME, c'est également « une déception », avec « des chansons interchangeables avec Stars of CCTV et des titres moins inspirés » ajoutant que le groupe « va devoir trouver quelque chose de nouveau la prochaine fois pour nous surprendre encore ». Pour Craig McLean, c'est « bien écrit, bien enregistré et du bon rock », ce qui permettra encore à Hard-Fi « d'écouler plus d'un million de disques dans le monde ». Pour Pitchfork, Stuart Berman le trouve « assez terne », le rendant « bien loin de leur première production ». Michael Keefe, de PopMatters, voit « d'excellentes chansons sur lesquelles le groupe a fait beaucoup d'efforts » mais en contre-partie, il y trouve aussi « des morceaux juste bons qui font que l'album n'est pas au niveau du premier ».

### Succès commercial
Le 9 septembre, soit une semaine après sa sortie, l'album est à la première place du classement des ventes britanniques. Il est également dans le top 5 en Irlande et au Pérou. Au Royaume-Uni, il est disque d'argent, soit plus de 60 000 copies vendues.

### Classements et certifications
| Pays      | ALL | AUT | CRO | FRA | IRL | P-B | PER | R-U | SUI |
| --------- | --- | --- | --- | --- | --- | --- | --- | --- | --- |
| Positions | 39  | 51  | 55  | 99  | 3   | 73  | 2   | 1   | 49  |

| Pays        | Certifications |
| ----------- | -------------- |
| Royaume-Uni | Argent         |

## Caractéristiques artistiques

### Description
Les chansons We Need Love et Tonight sont inspirées du ska des années 1970. Richard Archer décrit la seconde comme « un long morceau de piano, mais qui n'a pas toujours été ainsi, elle a subi de nombreuses versions avant de devenir telle quelle ». Elle se classe à la 6e position du top 50 des téléchargements essentiels du Q magazine, sur lequel ils décrivent le titre comme « la première ballade puissante toute au piano de Richard Archer » et dont « le refrain et les paroles nous font sentir vivant ».
Parmi les autres chansons, il y a Can't Get Along (Without You), influencée par le rhythm and blues ; Help Me Please, qui est à propos du décès de la mère de Richard Archer ; et I Shall Overcome qui résonne comme un morceau des Clash.

### Pochette

Le White Album des Beatles, référence musicale et artistique.

La pochette de l'album ne bénéficie pas d'illustrations particulières mais plus d'une publicité se voulant différente. Richard Archer justifie ce choix en disant que le groupe « voulait sortir de l'habituel ». Il est ainsi appelé « l'album blanc de la culture numérique » par Peter Saville.
Le titre de l'album est choisi en référence aux nombreux westerns que le groupe a regardé dans le bus lors de sa précédente tournée. Étant fans de Ennio Morricone, ils estiment que le nom est parfait. Les autres titres qu'ils avaient envisagés, Bat Out of Staines et Songs In The Key Of Staines, sont désormais considérés comme « stupides » par le chanteur du groupe.

## Fiche technique

### Liste des chansons
Toutes les paroles sont écrites par Richard Archer.
| No  | Titre                         | Durée |
| --- | ----------------------------- | ----- |
| 1.  | Suburban Knights              | 4:29  |
| 2.  | I Shall Overcome              | 4:16  |
| 3.  | Tonight                       | 3:55  |
| 4.  | Watch Me Fall Apart           | 2:51  |
| 5.  | I Close My Eyes               | 2:26  |
| 6.  | Television                    | 3:40  |
| 7.  | Help Me Please                | 3:12  |
| 8.  | Can't Get Along (Without You) | 2:58  |
| 9.  | We Need Love                  | 4:02  |
| 10. | Little Angel                  | 2:52  |
| 11. | The King                      | 3:14  |

| Les informations proviennent du livret fourni avec l'édition 2007 du CD. Hard-Fi - Richard Archer - chant, guitare, harmonica - Kai Stephens - basse - Ross Phillips - guitare - Steve Kemp - batterie Musiciens additionnels - London Studio Orchestra - instruments à cordes - Wil Malone - chef d'orchestre - The Wild West Male Choir et Tracy Ackerman - chœurs - Kick Horns - Cuivres - Simon C. Clarke et Tim Sanders - saxophone - Paul Spong et Roddy Lorimer - trompette - David Liddel - trombone | - Richard Archer et Wolsey White – production - Mark 'Spike' Stent, Paul 'P-Dub' Walton et Wolsey White – mixage - Paul 'P-Dub' Walton - ingénieur du son - Dick Beetham – mastering - Wrong Tom - assistant de production - Warren J. Clarke - coordination de la production - Smith, Smith & Turner – art et design de l'album - Bernice King et Ray Kilpatrick – photographie |